# Pere János
Pere János (Pécs, 1940. április 17.) Magyar Ezüst Érdemkereszttel és Életműdíjjal kitüntetett dalénekes-előadóművész, Pedagógus Szolgálati Emlékéremmel kitüntetett magánénektanár. A magyar szalonzenei dalok kutatója és előadója.

## Élete és munkássága
A pécsi Nagy Lajos Gimnáziumban érettségizett 1958-ban. Még ebben az évben eljátszotta Kukorica Jancsi szerepét Kacsóh Pongrác daljátékában a Pécsi Ifjúsági Színház színpadán.
Ekkor már a pécsi Liszt Ferenc Zeneművészeti Szakiskola zongora tanszakának végzős növendéke volt. Tanárai javaslatára 19 éves korában a magánének tanszakon folytatta tanulmányait.
1965-ben szolfézs-zeneelmélet tanári, majd pár évvel később magánénektanári diplomát szerzett a Zeneművészeti Főiskola Pécsi Tagozatán.
1967-ben a Magyar Rádió Énekkarába került, ahol 15 évet töltött. A Rádióénekkarban hamarosan felfedezték hangjának szépségét, ezért szólóénekesi feladatokat bíztak rá.
Grabócz Miklós mentorálásával kezdett magyar nótákat énekelni, ahol rövidesen a szakma élvonalába került. A Magyar Rádió számtalan magyar nóta felvételt, a Hungaroton hanglemezekre szóló szerződéseket, míg a Magyar Televízió népszerű műsoraiban (Nótaszó, Vasárnapi muzsika, Népies műdalok, Önök kérték, Szilveszteri nótaszó, Pere János énekel) sorozatos közreműködésekre kérte fel, az Országos Rendező Iroda pedig színpadi műsorokban szerepeltette. Első Erkel Színházbeli fellépése 1972-ben volt.
Dalainak előadásában mindig nyomon követhető a főiskolai tanulmányok kapcsán szerzett klasszikus zenei ízlése valamint a klasszikus hangképzés fontossága.
Számtalan rádiófelvétel és hanglemez elkészülte után felfedezte, hogy a szalonzene a magyar zenei élet palettáján hiánycikk.
Ennek pótlása érdekében kutatásokat folytatott az Országos Széchényi Könyvtárban, ahol sorra gyűjtötte össze azokat a dalokat, amelyek a magyar cigányzene bécsi előadói stílusához igazodó dalok voltak, és amelyek korábban – vagy más országokban – szalonzenekari kísérettel kerültek előadásra.
Indítványára, a Magyar Hanglemezgyár – bár hosszas ellenállás után – 1990-ben elkészítette a Herkulesfürdői emlék című önálló nagylemezét, amely kizárólag szalonzenei kísérettel előadott dalokat tartalmaz. CD-n 2009-ben jelent meg.
A dalok kíséretére Esze Jenő zongoraművész vezetésével megalakították a Fantázia Szalonzenekart.
A hanglemez műsorát Pere János úgy állította össze, hogy bebizonyosodjon: a magyar nóta stílusa, érzésvilága más országokban is létezik:
A bécsi keringő, a francia sanzon, az orosz románc, vagy az olasz nápolyi dal a társadalmak polgárosodásának időszakában keletkeztek és mindmáig léteznek, azaz klasszikussá lettek.
1983-tól - a Magyar Rádió Énekkarából kiválva - a budapesti Rácz Aladár Állami Zeneiskola magánénektanára, majd a magánének tanszak tanszakvezető tanára lett.
Énekesi és tanári munkájával párhuzamosan 1992-95 között az akkor megalakult első magyar kereskedelmi rádió (Juventus) énekes szerkesztő-műsorvezetője lett, ahol Pere-tere-fere c. műsorában - a hallgatók segítségével - felkutatta és bemutatta az elfelejtett magyar nótákból, szalonzene kíséretes dalokból, ritkán hallott magyar operettekből, valamint a régi magyar énekesekkel készült könnyűzenei felvételeket.
2009-től az iskola megszűnéséig a Budapesti Dalénekes Iskola magánénektanára volt.

## Dalénekes-előadóművészi pályája állomásai
Rádióénekkari tagságával egy időben kezdő szóló énekesként közreműködőnek hívták az Országos Rendező Iroda és más  magánkézben levő irodák által szervezett műsorokba. Igy egy színpadon szerepelhetett olyan nagy legendákkal is, mint  pl.  Neményi Lili, Szabó Miklós, Németh Marika, Zentai Anna -   ahol   örökzöld dalokat és magyarnótákat énekelt. Az Országos Rendező Iroda vezetőjének ajánlására felkérték két zenés vigjáték -   a Férfiaknak tilos és a Tavaszi keringő c.   darabok főszerepére. Itt pl. Győry Ilona, Csornai Irén, Mátray Teri  színésznők partnere volt.
A közönség egyre gyakrabban kérdezte tőle az előadásokon, hogy mikor láthatják őt nóta-műsorokban,  hisz a Magyar Rádióban és Televízióban egyre gyakrabban hallották/látták  magyarnótákat énekelni. A könnyebb időpont-egyeztetések érdekében  kilépett a Magyar Rádió Énekkarából és a Rácz Aladár Állami Zeneiskola magánének  tanára lett. Ekkortól kezdett rendszeresen magyarnóta műsorokban szerepelni.

### Szentendrei Klára- korszak
Első partnernője Szentendrei Klára volt, akivel közös hanglemezük  (Szerelemből sosem elég)   műsoranyagából  állítottak össze pódium előadást. Munkakapcsolatuk  másfél évig tartott.

### Gyulai Erzsi- korszak
Hosszabb munkakapcsolatot eredményezett a Gyulai Erzsivel  való közös hanglemezük (Kis lak áll a nagy Duna mentében) dalaiból összeállított színpadi és pódium műsor. Ebben a műsorban  már örökzöld  dalokat is énekelt,   de a  műsor legfőbb sikere azoknak a nóta-kettősöknek volt,  amelyeket kétszólamú feldolgozásban adtak elő. Az énekkettős  érdekessége abban rejlett, hogy a felső szólamot Pere János énekelte (tenor) , hiszen Gyulai Erzsi hangja a mélyebb (alt) regiszterben szólt. A dalok  zenei feldolgozását Pere János készítette.

### Kislány, hallod a muzsikát?- korszak
Első önálló nagylemeze is a Magyar Hanglemezgyár kiadásában jelent meg, ahol már megengedték,  hogy a hanglemez műsorában szalonzenei dalokat is énekeljen. Erre a zenei anyagra alapozta az első önálló színpadi műsorát, ahol elfelejtett magyar  operettek dalait, klasszikus örökzöldeket is énekelt a magyarnóták mellett.

### Herkulesfürdői emlék- korszak
A rendszerváltoztatás meghozta  számára azt a lehetőséget, hogy a 10 éven keresztül  rendszeresen elutasított vágyát  valóra váltsa: a Hanglemezgyár megengedte,  hogy az általa kutatott szalonzenei dalokat hanglemezre énekelhesse. A hanglemez  zenei anyagát dalkeringőből, orosz románcból, sanzonból, nápolyi dalból és magyar nótákból, csárdásokból Pere János állította össze.  Ehhez Esze Jenő vezetésével megalakították a Fantázia Szalonzenekart. A hanglemez  rádiós bemutatója akkora sikert aratott,  hogy  a Fantázia Szalonzenekarral az általa kutatott régi filmdalokból, korabeli világslágerekből, elfelejtett magyar dalokból és klasszikus örökzöldekből  ujabb CD-ket készítettek (Egy régi-régi dal mesél, Fehér Orchideák)

## Értékmentő tevékenysége
A „magaskultúrának” tartott komolyzene igényességének világából került a magyar nóta és szalonzene világába, amely műfajok közös tulajdonsága, hogy akusztikus (nem elektromos !) hangszereken szólaltatják meg őket.  Ennek a közös tulajdonságnak  okából kutatta a magyar nóta és szalonzene történeti korszakát, dalait, zenedarabjait, amelyek klasszikus örökzöldekké váltak.
Így került sor – többek között – az eddig csak monó vagy gramofonfelvételeken levő Pazeller Jakab, Ion Ivanovici, Archibald Joyce, Vecsey Ferenc dalkeringőinek, Buday Dénes, Ligeti János, Erőss Béla, Diószegi Sándor ismeretlen  sanzonjainak,  Dienstl Oszkár elfelejtett  magyar nótájának sztereó felvételeire.
Énekelhetővé tette Vittorio Monti Csárdását, amelyre magyar nyelvű szöveget íratott, de 
Karel Vacek Egy dal csak az élet (Du schwarzer Zigeuner)  klasszikus világslágerét is bemutatta magyar nyelven.
Kutatásai során előkerült több ismeretlen Sándor Jenő-csárdás, megtalálta a mindenki által háborús szöveggel  énekelt Maros menti fenyveserdő aljában c. magyar nóta eredeti szövegét is. Rátalált arra a szövegre is, amelyet magyar nótaként énekeltek  Schubert Szerenádjának dallamára, és amely dal ezzel megelőzte a klasszikus magyar nóta történeti korszakát.

## Riportok a médiában

### Rádió- és televizióriportok
- A magyarnóta keletkezése és jelene – Pere János a RIDIKÜL c. Talk Showban – Így nótázik a magyar
- A szalonzene mint „hiánycikk” Magyarországon – Pere János a Dankó Rádió Túl az Óperencián c. műsorában
- Dallamok szárnyán - Életút interjú a Zenit Tv élő adásában
- A Hétórás Vendég dr Klement Zoltánnal: Pere János a HetiTV műsorában (2024.05.07-i adás)

### Újságcikkek
- Négy ebéd Pere Jánossal – dr. Szalai József: Kertészet és dallamok c. könyvének egyik fejezete  2025.
- Egy zenei értékmentő – Pere János  'jó éneklésről' , rádióénekkarról és szalonzenéről (Parlando – Réfi Zsuzsanna cikke) 2025.
- Akinek sikerült :Pere János (Rádióújság - Máry Szabó Eszter cikke) 2005.
- Közkivánatra : Illatok és dallamok (Nők Lapja - Scipiades Erzsébet cikke) 1994.
- Pirulós nagymama (Kiskegyed - Vágó Ágnes cikke) 1993.

## Díjak, kitüntetések
- 2008. Magyar Köztársasági Ezüst Érdemkereszt[3]
- 2009. Életmű-díj
- 2009. Pedagógus Szolgálati Emlékérem

## Legnépszerűbb dalai

### Hangversenykeringők dalkeringő változatban
- Pazeller Jakab - Zerkovitz Béla - Z. Horváth Gyula: Herkulesfürdői emlék (Erinnerung an Herkulesbad)
- Ion Ivanovici - Nádor József: A Duna hullámain (Donauwellen) Kezdősor szerinti cím: Kis csolnakom a Dunán lengedez
- Archibald Joyce: Őszi álom (Autumn Dream)

### Régi magyar operettek
- Nagypál Béla - Kulinyi Ernő: Asszonykám - Kislány, hallod a muzsikát?
- Kiszely Gyula: Fehér orchideák - Fehér orchideák
- Brodszky Miklós - Harmath Imre:Szökik az asszony - Pardon, pardon szenyóra

### Régi filmek dalai
- Ábrahám Pál - Mihály István: Lila akácok - Lila akácok
- Szlatinay Sándor - Füredi István: Beszállásolás - Rózsafa virít az ablakom alatt
- Ákom Lajos: Álomkeringő - Adj, uram Isten, dús aranykalászt
- George Posford - Radó István: At the Balalaika - Szól a balalajka

### Klasszikus világslágerek
- Karel Vacek - Z. Horváth Gyula: Egy dal csak az élet (Du schwarzer Zigeuner, Cikánka)
- Franz Doelle - Szécsény Mihály: Szeretem a nyíló orgonát (Wenn der weiße Flieder wieder blüht)
- Eduardo di Capua - Salver Béla: A napsugárnál még szebb talán (O, sole mio)
- Kennedy Jones - Carr - Polgár Tibor: Odalenn délen (South of the border)

### Klasszikus szerzők dalai szalonzenei feldolgozásban
- Schubert - Káty Ferenc: Szerenád (Ständchen) - Susogó szellő viszi a nótám
- Vecsey Ferenc - Salver Béla: Valse triste  Kezdősor szerinti címe: A Duna felett dalol a szél

### Az 1920-30-as évek magyar slágereiből
- Garai Imre: Ne sírjon értem, Rózsikám
- Sándor Jenő - Szenes Andor: Ne sírj kislány

### Magyar sanzonok
- Erőss Béla: Én mindezen már túl vagyok
- Ligeti János: Szégyellem a vallomásom
- Buday Dénes - Harmath Imre: Néha úgy felsír a szívem
- Diószegi Sándor : Távoli szerenád

### Magyar nóták
- Sas Náci - Bodrogi Zsigmond: Erdő szélen nagy a zsivaj, lárma
- Kondor Ernő: A vén cigány
- Dankó Pista - Lévay Ede: Lemondás Kezdősor szerinti cím: Madár vígan dalolva lombos ágon

### Pere János által bemutatott dalok
- Petró István: Anyám, édesanyám dallal köszönöm
- Z. Horváth Gyula (skót népdal): Egy régi-régi dal mesél .... Pere János részére írt dalszöveg
- Czenke Mihály - Z. Horváth Gyula :Nincs már dalom
- Eller Ákos - Z. Horváth Gyula : Én nem fogok a csókjaiért sírni
- Vittorio Monti - Z. Horváth Gyula : MONTI: Csárdás -   a világhírű zenemű magyar nyelvű szöveges változata Szívem, ne félj kezdősorral
- Niczky Géza: Fohász

## Magánénektanári hivatása
Pere János 1982- 2010 -ig volt a Rácz Aladár Zeneiskola magánénektanára, majd tanszakvezetője. Tanári munkája során szem elött tartotta, hogy a zeneiskolai tanári munka nem művészképzés, hanem a  ’jó éneklés’   fiziológiai működésére való rávezetés. Növendékei közül többen művészeti területen hasznosították a tőle megszerzett alapokat, de sokan  lettek opera vagy  koncertlátogató orvosok, gyógyszerészek, tanárok, óvónők,  gyógytornászok vagy egyéb területen dolgozók.
Növendékeivel a zeneiskola klasszikus zenei tananyagán kívül a tanév végi vizsgakoncertek 2. részeként  kisoperákat, daljátékokat vagy klasszikus örökzöldekből szerkesztett műsorokat is bemutatott. Ezekre a bemutatókra díszvendégként a témaköröket reprezentáló neves művészeket  is meghívott.
A Rácz Aladár Zeneiskola 2006-ban CD-re  rögzítette növendékeinek produkcióit.